# Parco nazionale di Nkasa Rupara
Il parco nazionale di Nkasa Rupara, o Nkasa Lupala, precedentemente parco nazionale di Mamili, è un parco nazionale della Namibia. Fondato nel 1990, ha un'area di 320 km² e si trova nel territorio del Dito di Caprivi. Il parco è situato all'interno dell'area di conservazione transfrontaliera Okavango-Zambesi.

## Storia
Nel 1945, dopo un'infestazione di mosche tse-tse, la popolazione residente sulle isole di Nkasa e Rupara fu evacuata per creare lo spazio per la costituzione di una riserva di caccia. L'area è rimasta territorio di caccia fino al 1º marzo 1990, quando fu istituito il parco nazionale di Mamili, insieme al vicino parco nazionale di Mudumu. Nel 2012 l'area è stata rinominata parco nazionale Nkasa Rupara.

## Territorio
Il fiume Cuando scorre lungo il confine occidentale del parco, per poi cambiare direzione e diventare il fiume Linyanti, definendo il confine sud-orientale del parco. Si tratta dello stesso fiume, ma è conosciuto con nomi diversi a seconda dell'area geografica. Il confine settentrionale è adiacente alle aree di conservazione di Balyewa, Wuparo e Dzoti. L'intera area è pianeggiante. In gran parte del parco sono presenti brevi corsi d'acqua con canneti e isole.

## Flora
Il parco si trova nell'ecoregione della savana alberata a mopane dello Zambesi, con un tipo di vegetazione predominante caratteristico delle pianure alluvionali del Caprivi. La vegetazione arborea si sviluppa nei punti più elevati, che raramente vengono sommersi dalle inondazioni. Tra le specie arboree comuni della savana boschiva si trovano il baobab africano (Adansonia digitata), l'albero delle salsicce (Kigelia africana), Senegalia nigrescens, la palma del Senegal (Phoenix reclinata), l'ebano africano (Diospyros mespiliformis) e Garcinia livingstonei.

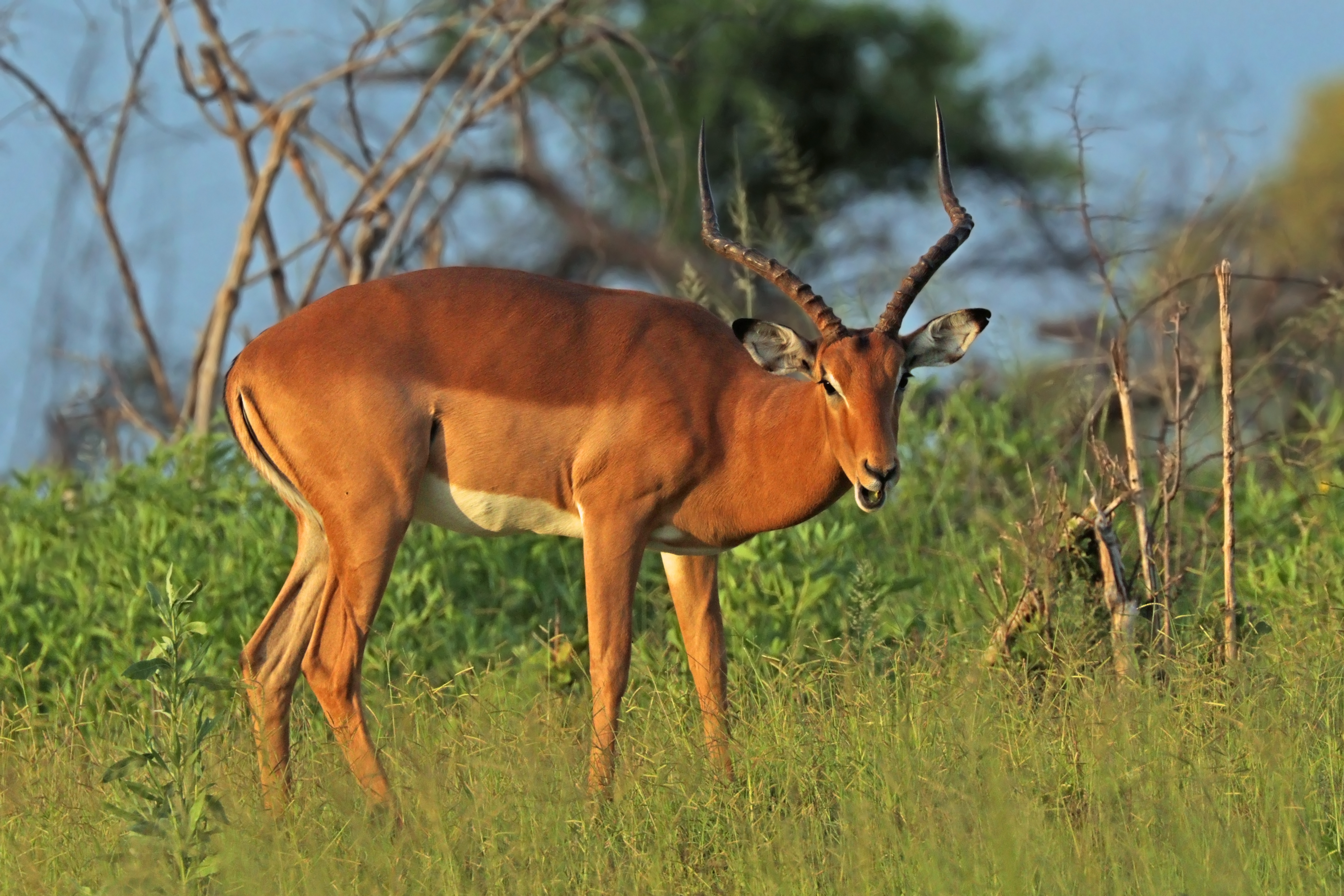
Un maschio di impala fotografato all'interno del parco.

## Fauna
Tra le specie di mammiferi presenti nel parco ci sono il sitatunga (Tragelaphus spekii), il lichi (Kobus leche), il sassaby (Damaliscus lunatus lunatus), il bufalo cafro (Syncerus caffer caffer), l'antilope nera (Hippotragus niger), la redunca dei canneti (Redunca arundinum), il tragelafo meridionale (Tragelaphus sylvaticus), l'impala (Aepyceros melampus), l'elefante africano (Loxodonta africana), il licaone del capo (Lycaon pictus pictus) e altre specie di felini. Tra i rettili è presente il coccodrillo del Nilo (Crocodylus niloticus).